# プロクシノ駅
プロクシノ駅（プロクシノえき、ロシア語: Прокшино）はモスクワ地下鉄・ソコーリニチェスカヤ線の駅である。

## 歴史
2019年6月20日に開業した。